# Русский театр драмы Республики Карелия
Русский театр драмы Республики Карелия — государственный театр в Петрозаводске, действовавший в период 1906—2006 годы.

## История
В 1877 году любительские городские творческие кружки основали Петрозаводское общество любителей музыкального и драматического искусства, которое ставило драматические и музыкальные спектакли, проводило концерты. В 1877—1887 годы общество организовало более 80 исполнительских вечеров. В конце 1880-х годов общество возглавлял профессиональный актёр Н. И. Собольщиков-Самарин, ставивший русских классиков А. С. Грибоедова, Н. В. Гоголя и А. Н. Островского.
26 декабря 1906 года премьерой по драме Д. В. Аверкиева «Каширская старина» открылся первый профессиональный городской театр в Народном доме на Пушкинской улице в Петрозаводске. После пожара, уничтожившего Народный дом в 1910 году, труппа была распущена.
В 2006 году драматическая труппа театра вошла в состав Музыкального театра Республики Карелия, театр был ликвидирован как юридическое лицо.

### Название театра
- 1918—1922 — Народный театр драмы
- 1929—1932 — Карельский государственный театр драмы
- 1932—1941 — Карельский государственный театр русской драмы
- 1941—1955 — Республиканский театр русской драмы
- 1955—1968 — Музыкально-драматический театр Карело-Финской ССР (с 1956 года — Карельской АССР)
- 1968—1991 — Русский драматический театр Карельской АССР
- 1991—2006 — Русский театр драмы Республики Карелия

### Театр Народного дома
26 декабря 1906 года в Петрозаводске открылся Народный дом, в котором размещался первый профессиональный театр. Театр открылся пьесой Д. Аверкиева «Каширская старина». Инициатором открытия Народного дома стало Попечительство трезвости. Оно стремилось приобщить жителей губернского города к культуре, чтобы отвлечь их от пагубного пристрастия к спиртным напиткам. Первых артистов ангажировали из Санкт-Петербурга. Позднее для актёров Александринского и Суворинского театров стало традицией играть зиму на столичных подмостках, а в Петрозаводске проводить летние сезоны. Все спектакли в деревянном Летнем театре, рассчитанном на 900 мест, проходили с аншлагом. В дореволюционные годы в провинциальном Петрозаводске ставились пьесы А. Чехова, А. Островского, Л. Андреева, спектакли по романам И. Тургенева и Ф. Достоевского. Театр объявил непримиримый бой пьянству.. Возглавлял театр заонежский крестьянин И. Ф. Савельев.
В ноябре 1910 года здание Народного дома сгорело, труппа распалась.

### Труппа драматических артистов
В 1912 году появилась труппа профессиональных актёров. Во главе возрождённого театра стояли Б. Ф. Дауговет, Б. А. Бертельс, Н. В. Петров. 4 декабря 1912 года торжественно открылось здание Петрозаводского благотворительного общества, в котором драматической труппой ставились спектакли (первый спектакль — пьеса Островского «Волки и овцы»). Труппа состояла из приглашённых актёров Александринского и Суворинского театров Санкт-Петербурга (В. О. Топорков, К. Н. Вертышев, Л. С. Вивьен, Н. В. Смолич и др.).

### Народный театр драмы
Советская власть открыла Народный театр драмы 5 июня 1918 года. Театр возглавил Н. В. Петров. В марте 1919 года Народный театр драмы впервые выехал на гастроли.
Первый сезон в новом статусе труппа открыла на сцене кинотеатра «Триумф» спектаклем по пьесе Максима Горького «На дне». В этот период в Петрозаводске играли Е. П. Корчагина-Александровская и Н. С. Рашевская, впоследствии народные артистки СССР, ведущие актрисы Ленинградских театров.
В этом статусе театр работал до 1922 года.
В 1927 году в труппе этого театра выступали Гликерия Богданова, с 1930-х она стала Гликерия Богданова-Чеснокова, и её первый муж Дмитрий Федорович Васильчиков. В 1928 году они ушли из этого театра.

### Карельский государственный театр
В 1929 году Народным комиссариатом просвещения Автономной Карельской ССР было принято решение о создании в Петрозаводске постоянного театра. Для этой цели был переоборудован большой зал бывшего кинотеатра «Триумф» и создана труппа в составе 35 человек. Карельский государственный театр драмы начал свою работу 1 ноября 1929 года. Руководитель театра — Я. Н. Чаров.

### Театр русской драмы
С 1932 года, когда в городе открылся Финский драматический театр, Карельский государственный театр стал называться Театром русской драмы.
Согласно постановлению СНК Карело-Финской ССР от 3 июля республиканский театр русской драмы в Петрозаводске был объединён с Ленинградским театром драмы и комедии, художественным руководителем был назначен П. П. Гайдебуров, директором театра Г. С. Мнацаканов. Однако оккупация Петрозаводска помешал претворить эти планы в жизнь.
Во время Великой Отечественной войны театр был эвакуирован в Башкирию. Через пять с половиной месяцев театр был вызван в город Беломорск, временную столицу Карело-Финской ССР и выезжал с концертами на передовую, выступал перед подразделениями Карельского фронта.
Летом 1945 года театр объединился с Выборгским театром русской драмы, образованным в 1940 году.
5 июля 1945 года открылся первый послевоенный сезон. В этом же году театр впервые гастролировал в Москве, где был удостоен первого места во Всесоюзном смотре спектаклей по русской классике.
В 1940-е годы театром руководил заслуженный деятель искусств Карело-Финской ССР Г. С. Мнацаканов. В труппе играли П. Н. Чаплыгин, А. И. Шибуева, О. А. Лебедев, В. Д. Тамашевская, Ю. А. Сунгуров, Г. Л. Фридман, Н. И. Родионов и другие актёры.
В 1950-е театром руководили М. В. Сулимов, О. А. Лебедев, И. С. Ольшвангер, А. В. Пергамент.

### Музыкально-драматический театр
В 1955 году было выстроено новое здание театра в Петрозаводске на площади им. С. М. Кирова и образован Музыкально-драматический театр.

### Русский драматический театр
С 1 января 1969 года театр разделился на два театра в одном помещении — Русский драматический театр Карельской АССР и Музыкальный театр Карельской АССР . В 1960-е годы театр Русский драматический театр возглавлял И. П. Петров, в 1969—1970-х годах — И. Штокбант, Владимир Пахомов.
В 1966—2006 годах главный художник театра Виктор Скорик.
В 1978—1986 годах руководитель театра — народный артист РСФСР Отар Джангишерашвили. Директор театра — С. П. Звездин.

### Государственный русский театр драмы
За заслуги в развитии советского театрального искусства Государственный Русский театр драмы был награждён Указом Президиума Верховного Совета СССР от 6 января 1982 года орденом «Знак Почёта».

## История труппы
Основу актёрского ансамбля театра в разные годы составляли Н. И. Родионов, Б. И. Хотянов, В. А. Финогеева, М. К. Девяткин, Н. К. Макеев, В. С. Рябов, А. А. Хлопотов, Г. П. Глиноецкий, К. Л. Лясников, В. И. Михайлина, Н.Г. Федяева, К. В. Пилипенко, Ю. С. Гришмановский, Л. Ф. Живых, Л. С. Прикот, Г. А. Ситко, О. А. Белонучкин, Г. И. Годарев, Е. Ю. Бычкова, Э. А. Утикеева, И. Ф. Донской, И. М. Румянцев, Р. С. Хабарова, В. И. Мойковский, Л. В. Зотова, Э. Ю. Агу, Н. В. Бабичева, Л. В. Бриллиантов, Ю. Н. Затравкин, С. П. Погребняк, Г. М. Мелёхин, Е. Ю. Золотарёв, А. Я. Кулиев, Н. М. Леденёва, Л. Л. Матасова, В. М. Пархоменко, А. Н. Таза, Н. Е. Королёв и другие.